# 十二號康科德鎮區 (北卡羅萊納州卡貝勒斯縣)
十二號康科德鎮區（英語：Township 12, Concord）是位於美國北卡羅萊納州卡貝勒斯縣的一個鎮區。

## 地方資料
十二號康科德鎮區的面積為21.76平方千米，皆為陸地。根據2020年美國人口普查的數據，當地共有人口19750人，而人口密度為每平方千米907.63人。